# Fischer Enoch
Fischer Antal Enoch (Izsák, 1826 – Makó, 1896. április 9.) 1852-től dunaföldvári, 1864-től makói főrabbi.

## Életútja
Tanulmányait Nyitrán, Pozsonyban és Prágában végezte. 1852-1864 közt Dunaföldváron működött, attól kezdve pedig élete végéig makói főrabbi volt. Kitűnő magyar és német hitszónok volt. Egyik hitszónoklata, amelyet Lőw Lipót felett tartott annak temetése alkalmából, megjelent a Lőw Lipót végtisztessége című munkában. 
1886-ban megbízták a makói izraelita anyakönyvi kerületben az anyakönyv vezetésével. Tagja volt a rabbivizsgáló bizottságnak.
1896. április 9-én, életének 70. évében hunyt el szélhűdés következtében, a makói izraelita sírkertben temették el.

## Családja
Makai Emil apja és Makai Ödön nagyapja volt. Hat gyereke született, négy fiú és két lány. Idősebb fia, Fischer Jakab, pozsonyi kórházi főorvos és pszichiáter volt. Másik fia, Makai Emil rabbiképzőben tanult, később újságíró, majd költő lett. Idősebb lánya Fischer Hermina, akinek egyik fia, Makai Ödön József Attila sógora és gyámja volt.